# Statskuppet i Gabon 2023
Statskuppet i Gabon 2023 var et statskup foretaget onsdag 30. august 2023, hvor militæret hævdede at have overtaget magten i Gabon efter Ali Bongo, der i den foregående weekend havde vundet valget med 64,27% af stemmerne. Kupmagerne indsatte lederen af den afsatte præsidents præsidentgarde som nyt statsoverhoved.

## Forløb
Militæret anser imidlertid ikke valgresultatet som værende troværdigt og har derfor annulleret resultatet, for at "forsvare freden ved at sætte en stopper for det nuværende regime". Blandt andet fordi der ikke var udenlandske valgobservatører, internettet var begrænset (i tre dage) og der var udstedt udgangsforbud. Udgangsforbuddet skyldtes ifølge Stig Jensen (lektor ved Center for Afrikastudier på Københavns Universitet), at "myndighederne forudså utilfredshed med resultatet". Ifølge Holger Bernt Hansen (professor emeritus på Center for Afrikastudier på Københavns Universitet) har der været valgsvindel i forbindelse med valget. Han hævder også, at kuppet har været forberedt op til valget, og at det i modsætning til de øvrige kup i Afrika er de samlede væbnede styrker, der står bag kuppet. Kuppet er det ottende af sin slags i det centrale og vestlige Afrika siden 2010.
Ifølge militæret er den kuppede præsident sat i husarrest sammen med sin familie, mens en af hans sønner er anholdt for landsforræderi. Bongo-familien har siddet på magten i 56 år. Ali Bongo overtog ved sin tiltræden magten efter sin far, Omar Bongo. Senere har han dog fået lov til at forlade landet.
Der blev under kuppet hørt skud i gaderne, og der var feststemning i gaderne efterfølgende. Kuppet medførte blandet andet, at to oliefirmaer, der opererer i Gabon, er faldet i aktieværdi med hhv. 6.4% og 3,5%.
I forbindelse med kuppet blev alle grænser til landet lukket frem til 2. september.

## Udenlandske reaktioner
Kuppet er blevet fordømt af Den Afrikanske Union, der har indkaldt sit freds- og sikkerhedsråd, hvor Burundi, Senegal og Cameroun vil deltage. Derudover er kuppet fordømt af Frankrig, Rusland og Kina. Forsvarsministrene for Den Europæiske Union samledes senere på dagen til et uformelt møde om kuppet.

## Fremtiden
Den militære junta, der overtog magten efter kuppet har planer om at afholde et nyt valg efter to år.